# David Twohy
David Neil Twohy (Los Ángeles, California, Estados Unidos; 18 de octubre de 1956) es un director de cine y guionista estadounidense. Es más conocido por haber dirigido  y colaborado en la elaboración del guion de la serie de películas de ciencia ficción Las crónicas de Riddick.

## Filmografía

### Como director
- The Lost Leonardo (TBA)
- Furya (TBA)
- Riddick (2013)
- A Perfect Getaway (2009)
- The Chronicles of Riddick (2004)
- Below (2002)
- Pitch Black: Slam City (2000) (cortometraje)
- Pitch Black (2000)
- The Arrival (1996)
- Timescape (1992)

### Como guionista
- Riddick (2013)
- A Perfect Getaway (2009)
- The Chronicles of Riddick (2004)
- Below (2002)
- Impostor (2001)
- Pitch Black (2000)
- G.I. Jane (1997)
- The Arrival (1996)
- Waterworld (1995)
- Terminal Velocity (1994)
- El Fugitivo (1993)
- Timescape (1992)
- Warlock (1989)
- Alien 3 (borrador) (1989)
- Critters 2: The Main Course (1988)